# Rock Racing/2008
Deze pagina geeft een overzicht van de wielerploeg Rock Racing in 2008.

## Renners
| Naam                              | Geboortedatum | Nationaliteit    | Ploeg 2007                         |
| --------------------------------- | ------------- | ---------------- | ---------------------------------- |
| Rahsaan Bahati                    | 13-02-1982    | Verenigde Staten |                                    |
| Santiago Botero                   | 27-10-1972    | Colombia         | Une Orbitel                        |
| Mario Cipollini (tot 17.03)       | 22-03-1967    | Italië           | Elite-2                            |
| Michael Creed                     | 08-01-1981    | Verenigde Staten | Team Slipstream                    |
| Brock Curry                       | 22-04-1987    | Verenigde Staten | Beloften                           |
| Peter Dawson                      | 04-02-1982    | Australië        | SouthAustralia.com-AIS             |
| Cesar Augusto Grajales (tot 1.03) | 06-05-1973    | Colombia         | The Jittery Joe's Pro Cycling Team |
| Tyler Hamilton                    | 01-03-1971    | Verenigde Staten | Tinkoff Credit Systems             |
| Sergio Hernandez                  | 08-01-1985    | Verenigde Staten |                                    |
| Kayle Leogrande                   | 29-03-1977    | Verenigde Staten |                                    |
| Stirling Magnell                  | 05-04-1983    | Verenigde Staten |                                    |
| Doug Ollerenshaw                  | 26-10-1979    | Verenigde Staten | Health Net presented by Maxxis     |
| Víctor Hugo Peña                  | 10-07-1974    | Colombia         | Unibet.com                         |
| Fred Rodriguez                    | 03-09-1973    | Verenigde Staten | Predictor-Lotto                    |
| Oscar Sevilla                     | 29-09-1976    | Spanje           | Relax-GAM                          |
| Adam Switters                     | 25-02-1987    | Verenigde Staten |                                    |
| Justin Williams                   | 26-05-1989    | Verenigde Staten | Beloften                           |
| Jeremiah Wiscovitch               | 23-12-1983    | Verenigde Staten |                                    |